# 4165 Didkovskij
4165 Didkovskij (1976 GS3) là một tiểu hành tinh vành đai chính được phát hiện ngày 1 tháng 4 năm 1976 bởi N. S. Chernykh ở Đài vật lý thiên văn Crimean.